# MIRAIE
「MIRAIE」（みらいへ）は、Party Rocketsのメジャー2枚目のシングル。
2013年2月27日にROCKET BEATSから発売された。

## 概要
MIRAIE
- 2012年12月15日、「STEP ONE NewPiece 2012」にて初披露。
- ミュージックビデオの撮影は雁坂トンネルで行われた。

絶対♡LOVE
- 2012年10月14日、「Party Rockets 東京ワンマン LIVE」にて初披露。

## 収録曲

### Type A
CD
1. MIRAIE
（作詞：吉水孝之、作曲：エリック・マーティン、編曲：三宅英明・浅場佳苗）
2. 絶対♡LOVE
（作詞：吉水孝之、作曲：三宅英明、編曲：三宅英明・浅場佳苗）
3. MIRAIE (Instrumental)
4. 絶対♡LOVE (Instrumental)

DVD
- MIRAIE -Music Video-

### Type B
CD
1. MIRAIE
2. 絶対♡LOVE
3. MIRAIE (Instrumental)
4. 絶対♡LOVE (Instrumental)

写真集
- 特製12Pフォトブック

### Type C
CD
1. MIRAIE
2. 絶対♡LOVE
3. MIRAIE (Instrumental)
4. 絶対♡LOVE (Instrumental)

## 特典
初回封入特典 (各Type)
- 生写真1枚ランダム封入 (全6種、内1種は枚数薄のレアカード)